# KNVB-Pokal 2004/05
Der KNVB-Pokal 2004/05 (unter Sponsorenschaft auch Amstel-Cup) war die 87. Auflage des niederländischen Fußball-Pokalwettbewerbs. An ihr nahmen die 18 Mannschaften der Eredivisie, die 19 Teams der Eerste Divisie und 48 Vertreter aus dem Amateurbereich teil.
Pokalsieger wurde der PSV Eindhoven. Das Team setzte sich im Finale gegen Willem II Tilburg durch. Da PSV auch nationaler Meister wurde, nahm der unterlegene Finalist am UEFA-Pokal teil.

## Modus
Alle Runden wurden im K.-o.-System durchgeführt. Bei unentschiedenem Ausgang gab es eine Verlängerung von zweimal 15 Minuten und gegebenenfalls ein Elfmeterschießen.

## Teilnehmende Teams
| Eredivisie (18) | Eredivisie (18) | Eerste Divisie (19) | Eerste Divisie (19) |
| --- | --- | --- | --- |
| - Ajax Amsterdam - PSV Eindhoven - Feyenoord Rotterdam - AZ Alkmaar - SC Heerenveen - FC Utrecht - ADO Den Haag - FC Groningen - NAC Breda                                                 | - NEC Nijmegen - Roda JC Kerkrade - RBC Roosendaal - FC Twente Enschede - Vitesse Arnheim - RKC Waalwijk - Willem II Tilburg - FC Den Bosch ▲ - BV De Graafschap ▲                                | - FC Volendam ▼ - FC Zwolle ▼ - AGOVV Apeldoorn - Cambuur Leeuwarden - FC Emmen - FC Dordrecht - FC Eindhoven - Excelsior Rotterdam - Fortuna Sittard - Go Ahead Eagles                                    | - HFC Haarlem - Heracles Almelo - Helmond Sport - MVV Maastricht - Sparta Rotterdam - Stormvogels Telstar - TOP Oss - BV Veendam - VVV-Venlo                                                             |
| Amateure (48) | | | |
| - Achilles ’29 - ACV Assen - ADO '20 Heemskerk - AFC Amsterdam - Ajax Amsterdam II - SV Babberich - VV Baronie - Be Quick 1887 - Be Quick '28 - VV Bennekom - JVC Cuijk - VV DBS Eindhoven | - VV Dongen - VV DOVO - DOS Kampen - USV Elinkwijk - RKSV GDA Den Haag - SC Genemuiden - GSV '28 Genhout - HSC ’21 Haaksbergen - Harkemase Boys - HVV Hollandia - VV IJsselmeervogels - Jong Ajax | - Jong Feyenoord - FC Lisse - SV Meerssen - FC Omniworld - ONS Sneek - SDC Putten - K.v.v. Quick Boys - Quick '20 Oldenzaal - Rijnsburgse Boys - RKSV Schijndel/SBA Euro - ROHDA Raalte - SVV Scheveningen | - SV Spakenburg - VV Sparta Nijkerk - Sporting Maroc - Ter Leede Sassenheim - TOGR Rotterdam - SV TOP Oss - SV De Treffers - SV Triborgh - RKSV UDI ’19/Beter Bed - VV UNA - RKVV Westlandia - WHC Wezep |

## 1. Runde
Teilnehmer: 12 Mannschaften der Eredivisie 2003/04 (Platz sechs bis neun und elf bis achtzehn), alle 19 Zweitligisten und 48 Amateure.
| Datum      |                             | Ergebnis              |                         |
| ---------- | --------------------------- | --------------------- | ----------------------- |
| 07.08.2004 | AGOVV Apeldoorn (D)         | 9:2                   | SDC Putten (A)          |
| 07.08.2004 | Be Quick '28 (E)            | 1:5                   | Cambuur Leeuwarden (D)  |
| 07.08.2004 | Be Quick 1887 (A)           | 0:4                   | Quick '20 Oldenzaal (A) |
| 07.08.2004 | VV Dongen (A)               | 0:5                   | Jong Feyenoord (A)      |
| 07.08.2004 | DOS Kampen (A)              | 1:2                   | VV IJsselmeervogels (A) |
| 07.08.2004 | Excelsior Rotterdam (D)     | 7:2                   | SV Triborgh (A)         |
| 07.08.2004 | RKSV GDA Den Haag (A)       | 0:6                   | ADO Den Haag (E)        |
| 07.08.2004 | SC Genemuiden (A)           | 00:11                 | Go Ahead Eagles (D)     |
| 07.08.2004 | HSC ’21 Haaksbergen (A)     | 1:2                   | ADO '20 Heemskerk (A)   |
| 07.08.2004 | FC Omniworld (A)            | 3:4 n. V.             | FC Emmen (D)            |
| 07.08.2004 | K.v.v. Quick Boys (A)       | 9:0                   | VV DBS Eindhoven (A)    |
| 07.08.2004 | RBC Roosendaal (E)          | 4:0                   | JVC Cuijk (A)           |
| 07.08.2004 | ROHDA Raalte (A)            | 2:1                   | Jong Ajax (A)           |
| 07.08.2004 | Rijnsburgse Boys (A)        | 1:2                   | VVV-Venlo (D)           |
| 07.08.2004 | SV Spakenburg (A)           | 0:1                   | Vitesse Arnheim (E)     |
| 07.08.2004 | Sparta Rotterdam (D)        | 7:0                   | SV TOP Oss (E)          |
| 07.08.2004 | TOGR Rotterdam (A)          | 1:4                   | TOP Oss (D)             |
| 07.08.2004 | RKSV UDI ’19/Beter Bed (A)  | 1:5                   | Roda JC Kerkrade (E)    |
| 07.08.2004 | WHC Wezep (A)               | 5:0                   | ONS Sneek (E)           |
| 07.08.2004 | Willem II Tilburg (E)       | 5:0                   | SV Meerssen (A)         |
| 10.08.2004 | ACV Assen (A)               | 1:5                   | FC Groningen (E)        |
| 10.08.2004 | AFC Amsterdam (A)           | 0:2                   | Stormvogels Telstar (D) |
| 10.08.2004 | Ajax Amsterdam II (A)       | 0:3                   | FC Zwolle (D)           |
| 10.08.2004 | SV Babberich (A)            | 0:3                   | FC Volendam (D)         |
| 10.08.2004 | VV Baronie (A)              | 1:1 n. V. (4:3 i. E.) | USV Elinkwijk (A)       |
| 10.08.2004 | VV Bennekom (A)             | 0:7                   | BV Veendam (D)          |
| 10.08.2004 | FC Dordrecht (D)            | 7:1                   | SVV Scheveningen (A)    |
| 10.08.2004 | VV DOVO (A)                 | 0:4                   | FC Lisse (A)            |
| 10.08.2004 | BV De Graafschap (E)        | 4:0                   | Harkemase Boys (A)      |
| 10.08.2004 | GSV '28 Genhout (A)         | 0:3                   | Fortuna Sittard (D)     |
| 10.08.2004 | HFC Haarlem (D)             | 4:0                   | HVV Hollandia (A)       |
| 10.08.2004 | Heracles Almelo (D)         | 9:1                   | Sporting Maroc (A)      |
| 10.08.2004 | Ter Leede Sassenheim (A)    | 0:3                   | NAC Breda (E)           |
| 10.08.2004 | RKC Waalwijk (E)            | 4:0                   | Achilles ’29 (A)        |
| 10.08.2004 | RKSV Schijndel/SBA Euro (A) | 2:2 n. V. (4:5 i. E.) | Helmond Sport (D)       |
| 10.08.2004 | SV De Treffers (A)          | 2:0                   | MVV Maastricht (D)      |
| 10.08.2004 | FC Twente Enschede (E)      | 8:0                   | VV Sparta Nijkerk (A)   |
| 10.08.2004 | VV UNA (A)                  | 0:9                   | FC Den Bosch (E)        |
| 10.08.2004 | RKVV Westlandia (E)         | 2:2 n. V. (1:4 i. E.) | FC Eindhoven (D)        |
|            | NEC Nijmegen (E)            | Freilos               |                         |

(E) Eredivisie – (D) Erste Divisie – (A) Amateure

## 2. Runde
Teilnehmer: Die 40 Sieger der 1. Runde.
| Datum      |                         | Ergebnis  |                         |
| ---------- | ----------------------- | --------- | ----------------------- |
| 21.09.2004 | AGOVV Apeldoorn (D)     | 0:2       | Vitesse Arnheim (E)     |
| 21.09.2004 | Cambuur Leeuwarden (D)  | 0:2       | Stormvogels Telstar (D) |
| 21.09.2004 | FC Dordrecht (D)        | 6:1       | K.v.v. Quick Boys (A)   |
| 21.09.2004 | FC Emmen (D)            | 5:1       | WHC Wezep (A)           |
| 21.09.2004 | Fortuna Sittard (D)     | 1:3       | Heracles Almelo (D)     |
| 21.09.2004 | BV De Graafschap (E)    | 0:4       | Go Ahead Eagles (D)     |
| 21.09.2004 | FC Lisse (A)            | 1:2       | FC Volendam (D)         |
| 21.09.2004 | RKC Waalwijk (E)        | 1:0       | FC Eindhoven (D)        |
| 21.09.2004 | TOP Oss (D)             | 4:2       | HFC Haarlem (D)         |
| 21.09.2004 | VVV-Venlo (D)           | 0:2       | Jong Feyenoord (A)      |
| 21.09.2004 | Willem II Tilburg (E)   | 2:0       | Sparta Rotterdam (D)    |
| 21.09.2004 | VV IJsselmeervogels (A) | 3:4       | BV Veendam (D)          |
| 22.09.2004 | ADO '20 Heemskerk (A)   | 3:0       | ROHDA Raalte (A)        |
| 22.09.2004 | ADO Den Haag (E)        | 3:0 n. V. | FC Zwolle (D)           |
| 22.09.2004 | FC Den Bosch (E)        | 8:0       | Quick '20 Oldenzaal (A) |
| 22.09.2004 | FC Groningen (E)        | 1:2 n. V. | NAC Breda (E)           |
| 22.09.2004 | Helmond Sport (D)       | 3:1       | SV De Treffers (A)      |
| 22.09.2004 | NEC Nijmegen (E)        | 4:0       | RBC Roosendaal (E)      |
| 22.09.2004 | Roda JC Kerkrade (E)    | 3:0       | Excelsior Rotterdam (D) |
| 22.09.2004 | FC Twente Enschede (E)  | 3:0       | VV Baronie (A)          |

## 3. Runde
Teilnehmer: Die 20 Sieger der 2. Runde.
| Datum      |                         | Ergebnis              |                        |
| ---------- | ----------------------- | --------------------- | ---------------------- |
| 09.11.2004 | ADO Den Haag (E)        | 3:1                   | FC Emmen (D)           |
| 09.11.2004 | Go Ahead Eagles (D)     | 2:0                   | Roda JC Kerkrade (E)   |
| 09.11.2004 | Helmond Sport (D)       | 2:4 n. V.             | TOP Oss (D)            |
| 09.11.2004 | Stormvogels Telstar (D) | 0:2                   | FC Dordrecht (D)       |
| 09.11.2004 | FC Volendam (D)         | 3:1                   | Heracles Almelo (D)    |
| 10.11.2004 | ADO '20 Heemskerk (A)   | 0:3                   | NAC Breda (E)          |
| 10.11.2004 | FC Den Bosch (E)        | 1:0                   | Vitesse Arnheim (E)    |
| 10.11.2004 | Jong Feyenoord (E)      | 1:1 n. V. (3:4 i. E.) | RKC Waalwijk (E)       |
| 10.11.2004 | NEC Nijmegen (E)        | 0:2                   | FC Twente Enschede (E) |
| 10.11.2004 | BV Veendam (D)          | 4:5                   | Willem II Tilburg (E)  |

## Achtelfinale
Teilnehmer: Die 10 Sieger der 3. Runde und die sechs Klubs der Eredivisie 2003/04, die im Europapokal spielten (Ajax, PSV, Feyenoord, SC Heerenveen, AZ, FC Utrecht) stiegen in dieser Runde ein.
| Datum      |                     | Ergebnis                |                         |
| ---------- | ------------------- | ----------------------- | ----------------------- |
| 25.01.2005 | FC Dordrecht (D)    | 1:3                     | FC Den Bosch (E)        |
| 26.01.2005 | Go Ahead Eagles (D) | 0:1                     | Willem II Tilburg (E)   |
| 26.01.2005 | PSV Eindhoven (E)   | 4:0                     | FC Volendam (D)         |
| 26.01.2005 | ADO Den Haag (E)    | 1:1 n. V. (4:4´3 i. E.) | FC Twente Enschede (E)  |
| 26.01.2005 | AZ Alkmaar (E)      | 1:3                     | Feyenoord Rotterdam (E) |
| 26.01.2005 | NAC Breda (E)       | 2:1 n. V.               | FC Utrecht (E)          |
| 26.01.2005 | TOP Oss (D)         | 1:1 n. V. (6:5 i. E.)   | RKC Waalwijk (E)        |
| 27.01.2005 | Ajax Amsterdam (E)  | 2:0                     | SC Heerenveen (E)       |

## Viertelfinale
| Datum      |                         | Ergebnis |                    |
| ---------- | ----------------------- | -------- | ------------------ |
| 02.03.2005 | ADO Den Haag (E)        | 0:2      | Ajax Amsterdam (E) |
| 02.03.2005 | Willem II Tilburg (E)   | 3:0      | FC Den Bosch (E)   |
| 03.03.2005 | Feyenoord Rotterdam (E) | 4:0      | NAC Breda (E)      |
| 03.03.2005 | PSV Eindhoven (E)       | 6:1      | TOP Oss (D)        |

## Halbfinale
| Datum      |                         | Ergebnis              |                    |
| ---------- | ----------------------- | --------------------- | ------------------ |
| 20.04.2005 | Feyenoord Rotterdam (E) | 1:1 n. V. (2:4 i. E.) | PSV Eindhoven (E)  |
| 21.04.2005 | Willem II Tilburg (E)   | 1:0                   | Ajax Amsterdam (E) |

## Finale
| Willem II Tilburg                   | Willem II Tilburg | PSV Eindhoven | PSV Eindhoven |
| ----------------------------------- | --- | --- | ------------- |
| Willem II Tilburg                   | \| 29. Mai 2005 in Rotterdam (De Kuip) \| \| Ergebnis: 0:4 (0:1) \| \| Zuschauer: 35.000 \| \| Schiedsrichter: Eric Braamhaar \| \| Spielbericht \| | \| 29. Mai 2005 in Rotterdam (De Kuip) \| \| Ergebnis: 0:4 (0:1) \| \| Zuschauer: 35.000 \| \| Schiedsrichter: Eric Braamhaar \| \| Spielbericht \|                                                                                            | PSV Eindhoven |
| Willem II Tilburg                   | Oscar Moens – Nuelson Wau, Frank van der Struijk, Frank van Mosselveld (70. Iwan Redan), Albert van der Haar – Raymond Victoria (46. Michel Kreek), Tom Caluwé, Kemy Agustien (85. Sven Delanoy), Jatto Ceesay – Martijn Reus, Kevin Bobson Cheftrainer: Robert Maaskant | Heurelho Gomes – Theo Lucius, Alex, Wilfred Bouma (85. André Ooijer), Lee Young-pyo – Johann Vogel, Phillip Cocu (70. Ibrahim Afellay), Mark van Bommel – Ji-Sung Park, Jan Vennegoor of Hesselink, Jefferson Farfán Cheftrainer: Guus Hiddink | PSV Eindhoven |
| Willem II Tilburg                   | 0:1 Wilfred Bouma (45.) 0:2 Philip Cocu (51.) 0:3 Ji-Sung Park (74.) 0:4 Jan Vennegoor of Hesselink (90.) | | PSV Eindhoven |
| Willem II Tilburg                   | Nuelson Wau, Frank van der Struijk, Michel Kreek, Martijn Reuser | | PSV Eindhoven |
| 29. Mai 2005 in Rotterdam (De Kuip) | | |               |
| Ergebnis: 0:4 (0:1)                 | | |               |
| Zuschauer: 35.000                   | | |               |
| Schiedsrichter: Eric Braamhaar      | | |               |
| Spielbericht                        | | |               |